# Taeniopygia bichenovii
Taeniopygia bichenovii е вид птица от семейство Estrildidae.

## Разпространение
Видът е разпространен в Австралия.